# Borsi Bálint
Borsi Bálint (Budapest, 1992. –) magyar költő, műfordító. Első önálló kötete Itt majd más lakik címmel jelent meg 2024-ben a Fekete Sas Kiadónál.

## Élete és munkássága
Borsi Bálint 1992-ben született Budapesten. Egyetemi tanulmányait magyar és angol szakon végezte, Géher István László líraműhelyében kezdett publikálni.
Versei és fordításai olyan rangos folyóiratokban jelentek meg, mint a Kortárs, Bárka, Tiszatáj, Parnasszus, Műút, Alföld, Előretolt Helyőrség és az Ezredvég. Műfordítóként főként abszurd és groteszk irodalommal foglalkozik, többek között Shel Silverstein, Spike Milligan, Christian Morgenstern és Edward Lear műveit ültette át magyar nyelvre.
2024-ben jelent meg Itt majd más lakik című verseskötete, amely tíz év verstermését foglalja magában. A könyvet Kontró Lili illusztrálta, az előszót Varró Dániel írta.

## Díjak és elismerések
- 2021 – „Köszönjük, Magyarország!” Díj
- 2023 – Kassák Lajos Irodalmi Díj
- 2023 – Babits Mihály műfordítói ösztöndíj
- 2024 – Móricz Zsigmond irodalmi ösztöndíj

## Művei

### Saját kötetei
- Itt majd más lakik (Fekete Sas Kiadó, 2024)

### Antológiák
- Szép Versek (2023)
- PENdrive (2024)
- Mondani-valók (2023)
- Macskák Mesés Könyve (2023)
- Hottentotta (2024)

Irodalmi tevékenysége mellett szinkrondramaturgként, dalszövegíróként és kreatív szövegíróként is tevékenykedik.